# Норвежский крестовый поход
Норвежский крестовый поход — крестовый поход, предпринятый норвежским королём Сигурдом I в 1107—1110 годах. По организации он весьма напоминал рейды викингов в предшествующие эпохи, хотя формально и осуществлялся с религиозными целями.

## Путь в Иерусалим

### От Норвегии до Англии (1107—1108)

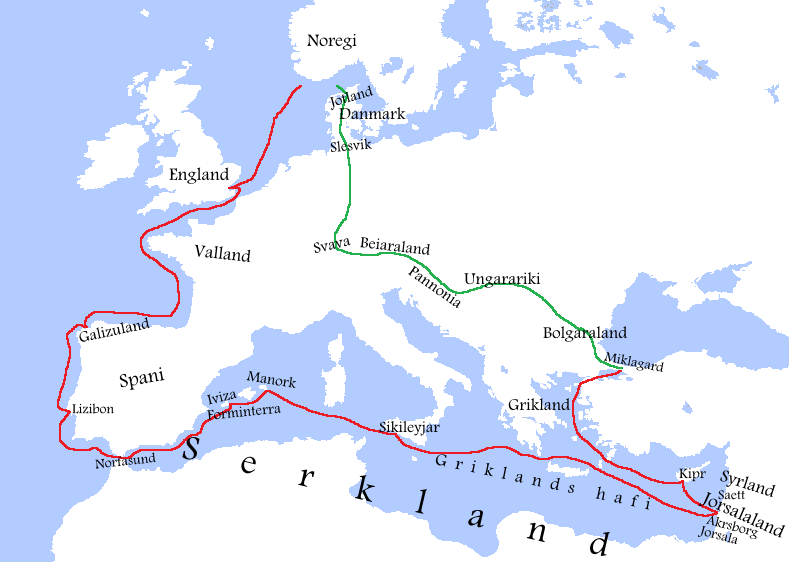
Карта на старонорвежском. Красной линией обозначен путь Сигурда в Иерусалим, зелёной — его возвращение в Норвегию

Сигурд и его люди отплыли из Норвегии осенью 1107 года. В поход отправилось около 5000 человек на 60 кораблях. Осенью же они добрались до Англии, где в это время правил Генрих I. Сигурд и его люди провели там зиму, а весной 1108 года отплыли дальше.

### На Пиренейском полуострове (1108—1109)
Через несколько месяцев они достигли города Сантьяго-де-Компостела в Галисии, где местный правитель разрешил им остаться на зиму. Однако зимой начался голод, и местный властитель запретил продавать норвежцам продовольствие и товары. Сигурд собрал армию, атаковал замок феодала и разграбил всё, что смог там найти.
На своём пути норвежцы встретили большой пиратский флот. Сигурд повёл свои корабли прямо на пиратов и атаковал их. За короткое время пираты были разбиты, а Сигурд захватил восемь кораблей.
Затем они доплыли до Аль-Андалус, где возле Синтры захватили замок и убили всех людей, так как те отказались принять крещение. После этого они направились в Лиссабон, «город наполовину христианский — наполовину языческий». Тут они выиграли третье сражение и добыли богатую добычу.
Затем они выиграли четвёртое сражение, предположительно — в районе Алкасер-ду-Сал. Они убили столько людей, что город остался практически пуст; добыча также была большой.

### На Балеарских островах (1109)
После ещё одного победного сражения с пиратами во время прохода Гибралтарского пролива норвежские корабли вошли в Средиземное море и поплыли вдоль сарацинских берегов на Балеарские острова. В то время Балеары были гнездом пиратов и центром работорговли; норвежский рейд является первой зафиксированной в источниках христианской атакой на этот центр мусульманского пиратства.
Сначала норвежцы приплыли на Форментеру, где обнаружили большое количество африканских пиратов и сарацин, устраивавших жилища в пещерах. В результате битвы норвежцы захватили столько добычи, сколько никогда не захватывали ранее. После этого они атаковали Ивису, а затем — Менорку, оба раза успешно. Судя по всему, норвежские крестоносцы не решились атаковать самый укреплённый главный остров архипелага — Мальорку.

### На Сицилии (1109—1110)
Весной 1109 года крестоносцы достигли Сицилии, где были хорошо приняты Рожером II, которому в то время было всего 14 лет.

### В Палестине (1110)

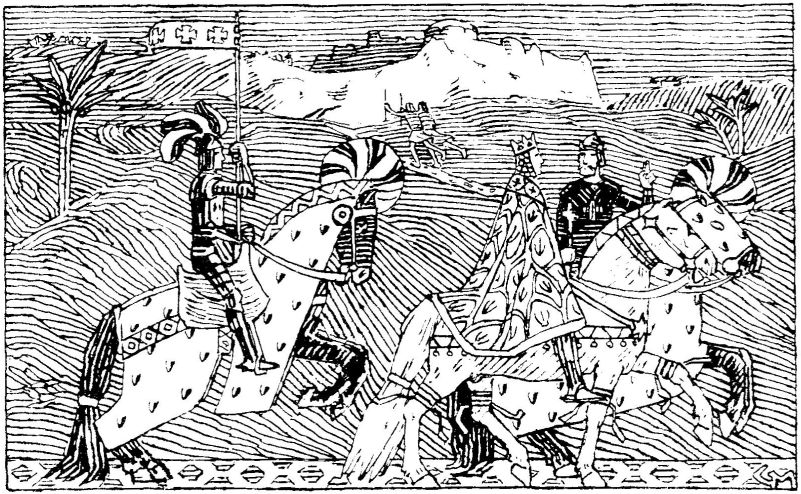
Король Сигурд I Крестоносец и король Балдуин I Иерусалимский едут к реке Иордан

Летом 1110 года крестоносцы наконец достигли Палестины (высадившись в Акре либо в Яффе), и отправились в Иерусалим, где встретились с королём Балдуином I. Балдуин вместе с Сигурдом съездил к реке Иордан, норвежцев одарили священными реликвиями. В частности, они получили щепу от Святого креста с условием, что продолжат распространение христианства и принесут этот священный дар на могилу Святого Олафа.

### Осада Сидона (1110)
Сигурд вернулся на свои корабли, и когда король Балдуин пошёл на «языческий» (то есть мусульманский) город Сидон — отправился с ним вместе со своими людьми и участвовал в осаде. Город был взят, и была образована Сеньория Сидона.

## Дорога обратно

### В Константинополь (1110)

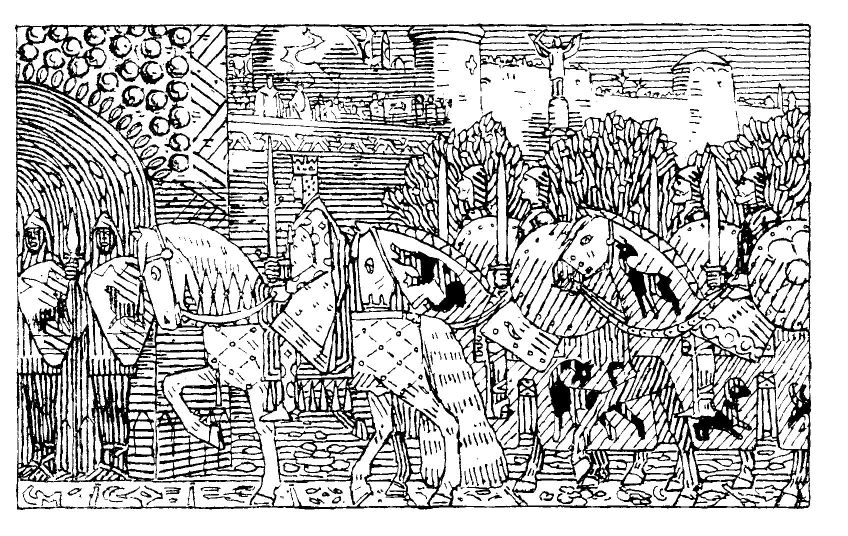
Король Сигурд I Крестоносец вступает в Миклагард. Герхард Мюнте

Из Палестины Сигурд и его люди отплыли на Кипр, где задержались на некоторое время, оттуда отплыли в Грецию. В Греции они дожидались нужного ветра, чтобы прибыть в Константинополь с наполненными парусами и произвести этим впечатление на византийцев. Когда они достигли Константинополя, то паруса кораблей слились в один, и посмотреть на этот флот вышел весь город, включая императора Алексея I.

### В Норвегию (1110—1113)
Готовясь к возвращению в Норвегию, Сигурд передал императору Алексею I корабли и ценные носовые фигуры, а взамен получил лошадей для путешествия по суше. Много его людей осталось в Константинополе, чтобы служить у византийцев.
Обратный путь Сигурда занял предположительно три года. Он проехал Болгарию, Венгрию, Паннонию, Швабию и Баварию, где встретился с императором Лотарем. Затем он достиг Дании, где его приветствовал король Нильс, предоставивший корабль для возвращения в Норвегию.